# Kradibia angustatae
Kradibia angustatae  (лат.) — вид хальциноидных наездников рода Kradibia из семейства Agaonidae. Опылители фикусов.

## Распространение
Встречаются в Юго-Восточной Азии: Индонезия.

## Описание
Опылители и фитофаги растений рода фикус (Ficus, семейство Тутовые) следующих видов: Ficus obscura var. angustata (Moraceae). От близких видов отличается неотчётливым жилкованием крыльев и двумя дорзо-апикальными шипиками на передних голенях. Длина тела около 1 мм, тёмно-коричневые. Лапки 5-члениковые, усики 10-члениковые, короче чем тело. Вид был впервые описан в 1969 году в составе рода Liporrhopalum под первоначальным названием Liporrhopalum angustatae Hill, 1969, а после родовой синонимизации получил современное именование.